# Sarima cretata
Sarima cretata är en insektsart som beskrevs av William Lucas Distant 1906. Sarima cretata ingår i släktet Sarima och familjen sköldstritar. Inga underarter finns listade i Catalogue of Life.